# Småfläckig fältblomfluga
Småfläckig fältblomfluga (Eupeodes curtus) är en tvåvingeart som först beskrevs av James Stewart Hine 1922.  Småfläckig fältblomfluga ingår i släktet fältblomflugor, och familjen blomflugor. Arten är reproducerande i Sverige. Inga underarter finns listade i Catalogue of Life.